# Икарија
Икарија (грч. Ικαρία), локално Никарија, а првобитно име Долихи (грч. Δολίχη), је грчко острво у источним Егејима, а налази се 19 km од познатог грчког острва Самос. Политички, Икарија припада префектури Самос, а њено главно место, градић Ајос Кирикос, је други град по значају у префектури.

## Назив
Икаријско море и острво Икарија су добили назив по познатој легенди о Икару. У месном језику острво се често означава и именом Никарија (Nikaria), (што потиче од грч. Νησί Ικαρία, „Острво Икарија").

## Географија
Икарија заједно са Самосом, ово острво представља северну завршницу острвске групе Јужни Споради и Икаријског мора. Острво се налази у средишњем делу Егејског мора.
Површина острва износи 255 km². Острво је издуженог облика и дуго је око 35 km у правцу запад-исток и широко до 15 km у правцу север-југ. Дужина обале износи 160 km и она је без великих залива. Већи део острва је планинског карактера. Планински ланац који се преко острва простире у правцу исток-запад назива се Атерас (Atheras) и у свом југоисточном дијелу достиже висину од 1.037 m н. в. Овај ланац дели острво на северну, плоднију и многоструко шумом обраслу половину и јужну, стеновиту и неприступачну половину.
Клима на Икарији је средоземна. Зеленило на острву се разлику од делова, па постоје делови са бујним шумама, док су други голи и неплодни. Нижи делови су зеленији и ту су смештена насеља.

## Историја

### Старо доба
Историја Икарије почиње у 8. вијеку п. н. е., када су је населили становници Милета. У 5. вијеку п. н. е. градови Иное и Терма су били чланови Делског савеза. Око 2. вијека п. н. е. Икарија је припала Самосу.

### Митологија
На Икарији је Дедал покопао свога сина Икара, који се овдје утопио падом у море приликом бијега са Крит. Дедал и Икар су из затвора, Лавиринта Минотаура, успјели побјећи са крилима која су сами направили. У луци Ајоса Кирикоса стоји једна новија бронзана статуа, која осликава овај догађај.
Дионис, бог вина, је код Икарије играо легендарну утакмицу против пирата, а по легенди, веома је цијенио вино из Иное (грч. Οίνος, Вино). Првобитно име острва је било Долихе али је касније преименовану у Икар.

### Ново доба
У Другом свјетском рату Икарија је била прво под италијанском, а потом под њемачком опсадом. Због борбених радњи и репресије ово острво је доста пропатило, и кроз губитак становништва и кроз разарање привредних добара. Само у селу Каравостомос изгладњело је преко 100 људи. По завршетку Другог свјетског рата одмах је услиједио грчки грађански рат између националиста и комуниста (1946—1948). Нова грчка власт коју су чинили грчки националисти користили су опустјело острво као логор за 13.000 комуниста. И данас становници Икарије његују посебан однос према комунизму. Комунистичка партија Грчке (ККЕ) која је крајем 20. вијека остала као малена партија, ипак је на Икарији поставила неколико начелника појединих општина. (Стање: 2001) Због тога се ово острво у шали или чак провокативно назива Κόκκινο νησί (Кокино ниси) „Црвено острво“ или грч. Κόκκινος Βράχος (Кокинос Врахос) „Црвена стијена“.

## Становништво
Острво Икарија данас има преко 8.000 становника у граду. Становништво су углавном етнички Грци.

## Привреда
Од почетка 60их година, грчка власт појачано улаже у изградњу инфраструктуре острва, тако да Икарија, иако касно, може још доста очекивати од туризма. Али, упркос свему на Икарији још увек није развијен туризам за велике масе. Недостатак међународног аеродрома, мањак познатијих места и још на многим местима према западноевропским стандардима лоша инфраструктура, спречавају овде развој туризма. Тако да поред туризма, пољопривредна делатност још увек представља једну од главних грана привреде.
Ајос Кирикос је значајна лука, а постоји и низ мањих лука. Авионом се на мали острвски аеродром може доспјети из Атине, Солуна и са острва Самос. Аеродром лежи скроз на сјевероисточном крају острва, удаљен од Ајос Кирикоса пуних 12 km.

## Општине
| Општина       | YPES код | Сједиште      | Поштански број | Позивни број ((0)30-) |
| ------------- | -------- | ------------- | -------------- | --------------------- |
| Ајос Кирикос  | 4601     | Ајос Кирикос  | 833 00         | 22750-2               |
| Евдилос       | 4603     | Евдилос       | 833 02         | 22750-3               |
| Фурни Корсеон | 4608     | Фурни Корсеон | 833 01         | 22750-5               |
| Рахес         | 4607     | Христон Рахон | 833 01         | 22750-4               |

## Насеља
Данашње главно мјесто и сједиште управе острва је један лучки град Ајос Кирикос (грч. Άγιος Κήρυκος). Нешто источније од њега, близу мјеста Терма (грч. Θέρμα), још увијек чак из античког времена кључају врући термални извори, чија 50° врућа вода садржи сумпор, радијум и радон. Близу извора се могу такође видјети рушевине старог античког града Драканоса
Евдилос (грч. Εύδηλος) је друго по величини мјесто острва, положено на сјеверној обали, а притом је и лучки град. Овај градић је имао улогу главног града острва, али му је Ајос Кирикос преузео. 
Из обе луке испловљавају морске везе у смјеру Истока, према Самосу Карловази, и у смјеру Запада преко Миконоса и Пароса за Пиреје.
Од посебног туристичког значаја за острво су рибарска села Арменистис (грч. Αρμενιστής) и Јалискари (грч. Γιαλισσκάρι )која су удаљена од Евидлоса 10 km у смјеру Запад. Између ова два села се налази највећа пјешчана плажа острва, а ту су и мјеста за камповање.
Међутим, најхаризматичније мјесто острва, Христос Рахес, тзв. „Хора“, лежи скривено у брдима. У античко вријеме мјесто се звало Хистои (Histoi). Мјесто је било и уточиште познатом Микису Теодоркису за вријеме грађанског рата 1947. године.
Село - најчешће звано „Рахес“ - је међу домаћима и туристима познато по своме „помјереном биоритму": Трговине и таверне отварају се много касније него обично, али се, према томе, и затварају касније, често тек послије три или четири послије поноћи. То је чисто домаћи феномен а не уступак туристима, који би у сваком случају требало да обрате пажњу приликом излета, да је мјесто у посљеподневним сатима „као изумрло“.
У заљеву „Наос“ (грч. Νάος, гр. „Храм") налазе се остаци Артемидиног-храма. У овом прекрасном заљеву у море се улијева, такође и љети, један поток. До прије неколико година, мјесто је официјелно важило као камп, међутим данас се ово мјесто и цијела област налазе под заштитом. Али то не нарушава омиљеност мјеста као купалишта, а посебно не, од кад је отворена асфалтирана цеста којом се до ове источне обале може пристићи за кратко вријеме.
Сва насеља на острву су дата:
- Ајос Поликарпос
- Ајос Кирикос
- Амало
- Аретуза
- Арменисти
- Христос Рахон
- Хризостомос
- Дафни
- Евдилос
- Фурни Корсеон
- Франтато
- Каравостамо
- Каркинагри
- Лапсахадес
- Манганитис
- Панаја
- Терма Икаријас
- Нанурас